# Ficus ottoniifolia
Ficus ottoniifolia är en mullbärsväxtart. Ficus ottoniifolia ingår i släktet fikonsläktet, och familjen mullbärsväxter.

## Underarter
Arten delas in i följande underarter:
- F. o. lucanda
- F. o. macrosyce
- F. o. multinervia
- F. o. ottoniifolia
- F. o. ulugurensis